# 福岡市立姪浜幼稚園
福岡市立姪浜幼稚園（ふくおかしりつ めいのはまようちえん）は、かつて福岡県福岡市西区にあった公立幼稚園。福岡市立福岡女子高等学校保育課の実習幼稚園として1974年に当時の学校隣接地に設立された。「福岡市の市立幼稚園の運営等に関する条例」廃止を受け、2018年3月末日に閉園した。。

## 沿革
- 1974年（昭和49年） - 福岡市立福岡女子高等学校付属姪浜幼稚園として開園
- 1995年（平成7年） - 福岡市立姪浜幼稚園に改名
- 2015年 - 福岡市議会にて福岡市立幼稚園条例の一部を改正する等の条例案[3]（市立幼稚園廃止の内容）可決
- 2018年 ３月14日 - 最終園児卒園式及び 閉園式